# غاو دل (أوتش هاتشا)
غاو دل (بالفارسية: گاودل) هي منطقة سكنية تقع في إيران في قسم أوتش هاتشا الریفي. يقدر عدد سكانها بـ 121 نسمة .